# Amstelveen
Amstelveen és un municipi de la província d'Holanda del Nord, al centre-oest dels Països Baixos. L'1 de juliol del 2024 tenia 95.014 habitants repartits sobre una superfície de 44,05 km² (dels quals 2,55 km² corresponen a aigua). Limita al nord amb Amsterdam, a l'oest amb Haarlemmermeer (Schiphol), a l'est amb Ouder-Amstel i al sud amb Aalsmeer, Uithoorn i De Ronde Venen.

## Centres de població
Amstelveen, Bovenkerk, Westwijk, Nes aan de Amstel, Ouderkerk aan de Amstel.

## Ajuntament
Des del 28 de maig del 2019, l'alcalde del municipi és Tjapko Poppens del VVD. Els 37 membres del consistori municipal són, des del 2022:
| Partit                    | Regidors |
| ------------------------- | -------- |
| VVD                       | 8        |
| D66                       | 7        |
| Burgerbelangen Amstelveen | 5        |
| Esquerra Verda            | 4        |
| PvdA                      | 3        |
| Actief voor Amstelveen    | 2        |
| Goed voor Amstelveen      | 2        |
| SP                        | 2        |
| CDA                       | 1        |
| 50PLUS                    | 1        |
| Belang van Nederland      | 1        |
| ChristenUnie              | 1        |
| Font:                     |          |

## Agermanaments
- Berlin-Tempelhof[4]